# 세미다큐멘터리
세미다큐멘터리(semidocumentary)는 수많은 실제적 상황에 기반한 가공의 스토리를 표현하거나 다큐멘터리와 비슷한 방식으로 표현한 책, 영화, 텔레비전 프로그램의 일종이다.

## 영화
영화의 경우 세미다큐멘터리 영화 또는 반기록영화라고 부른다. 전후 미국에서 생긴 영화제작 방법으로 원래 기록영화에서 발전한 것인데, 여기에다 극적 구성을 가미한 일종의 기록영화적 극영화이다. 즉 이 종류의 영화는 실제 있었던 사건을 현장에 가서 실경(實景)을 배경으로 하여 극적으로 재현하는 것이다. 이것은 전후 약 10년간 유행하다가 쇠잔해졌지만 수법은 모든 영화에 침투되고 있다.
세미다큐멘터리 영화의 예는 다음과 같다:
- 13 루 마드렌 (1946년)[1]
- 살인자들 (1946년)[1]

## 같이 보기
- 다큐드라마